# Kornephoros
Kornephoros o Korneforos es el nombre de la estrella β Herculis (β Her / 27 Herculis / HD 148856), de magnitud aparente +2,78 y la más brillante de la constelación de Hércules.

## Nombre
El nombre de Kornephoros proviene del griego y significa «el portador del garrote». También recibe el nombre, menos utilizado, de Rutilicus, que comparte con la estrella Zeta Herculis. Rutilicus procede de rutellum, diminutivo de rutrum, un instrumento afilado utilizado en la Antigua Roma en la agricultura o en la guerra, que Hércules lleva consigo en algunas de las primeras representaciones.

## Características físicas
Kornephoros es una estrella gigante amarilla de tipo espectral G8III distante 148 años luz del sistema solar, cuya temperatura superficial es de 4967 K. Su luminosidad es 175 veces mayor que la luminosidad solar y su diámetro es unas 20 veces mayor que el del Sol.
Posee una metalicidad inferior a la solar, siendo su contenido relativo de hierro el 54 % del que tiene el Sol.
Al igual que otras gigantes, gira lentamente sobre sí misma, habiéndose medido una velocidad de rotación proyectada de 3,4 ± 1,0 km/s.
Es una fuente notable de rayos X, lo que implica cierta actividad magnética.
Con el triple de masa que el Sol, su edad se estima en unos 440 millones de años; inició su vida siendo una estrella de tipo B similar a como es hoy Zubeneschamali (β Librae).
Kornephoros es una estrella binaria cuya componente secundaria es invisible, habiendo sido detectada por el efecto gravitatorio que ejerce sobre la estrella principal. La masa de la estrella acompañante probablemente es algo superior a la del Sol.